# Кучинка
Кучинка (пол. Kuczynka) — село в Польщі, у гміні Кробя Гостинського повіту Великопольського воєводства.
Населення — 89 осіб (2011).
У 1975-1998 роках село належало до Лешненського воєводства.

## Демографія
Демографічна структура станом на 31 березня 2011 року:
|          | Загалом | Допрацездатний вік | Працездатний вік | Постпрацездатний вік |
| -------- | ------- | ------------------ | ---------------- | -------------------- |
| Чоловіки | 42      | 8                  | 30               | 4                    |
| Жінки    | 47      | 8                  | 31               | 8                    |
| Разом    | 89      | 16                 | 61               | 12                   |